# Bernard-Pierre Donnadieu
Bernard-Pierre Donnadieu (Parigi, 2 luglio 1949 – Le Chesnay, 27 dicembre 2010) è stato un attore francese.

## Biografia
Bernard-Pierre Donnadieu studiò teatro all'università Sorbonne di Parigi, e a 25 anni iniziò la carriera di attore. Raggiunse la celebrità nel 1981 con Joss il professionista, nei panni dell'ispettore Farges, al fianco di Jean-Paul Belmondo. Tre anni dopo, nel 1984, vinse il Premio César per il migliore attore non protagonista (migliore secondo ruolo maschile) per l'interpretazione di Mathias Hagen in Rue barbare di Gilles Béhat.
Nel corso della sua carriera prese parte anche a diversi film di produzione italiana. Nel 1990 lavorò in Italia nel film Cellini - Una vita scellerata di Giacomo Battiato, biografia dello scultore fiorentino Benvenuto Cellini; l'anno dopo fu diretto da Luigi Comencini nel film Marcellino pane e vino (1991), dove interpretò la parte del conte. Nel 1996 apparve in I guardiani del cielo di Alberto Negrin, telefilm in tre puntate. In Francia interpretò diversi ruoli di successo, fra cui nel 2008 quello di Galapiat in Paris 36 di Christophe Barratier.
Padre di Ingrid Donnadieu, anch'ella attrice, morì di cancro nel 2010, all'età di 61 anni.

## Filmografia

### Cinema
- Il caso del dottor Gailland (Docteur Françoise Gailland), regia di Jean-Louis Bertuccelli (1976)

- Mr. Klein, regia di Joseph Losey (1976)
- L'inquilino del terzo piano (Le locataire), regia di Roman Polanski (1976)
- Chissà se lo farei ancora (Si c'était à refaire), regia di Claude Lelouch (1976)
- Il cadavere del mio nemico (Le corps de mon ennemi), regia di Henri Verneuil (1976)
- Due volte donna (Mon premier amour), regia di Élie Chouraqui (1978)
- Judith Therpauve, regia di Patrice Chéreau (1978)
- Il sostituto (Coup de tête), regia di Jean-Jacques Annaud (1979)
- Un si joli village..., regia di Étienne Périer (1979)
- Il sogno di Laura (Twee vrouwen), regia di George Sluizer (1979)
- 5% de risque, regia di Jean Pourtalé (1980)
- Bolero (Les uns et les autres), regia di Claude Lelouch (1981)
- Joss il professionista (Le professionnel), regia di Georges Lautner (1981)
- Zone surveillée, regia di Olivier Langlois (1981) - cortometraggio
- Il ritorno di Martin Guerre (Le retour de Martin Guerre), regia di Daniel Vigne (1982)
- Le point d'eau, regia di Valérie Moncorgé (1982) - cortometraggio
- L'indic, regia di Serge Leroy (1983)
- La vita è un romanzo (La vie est un roman), regia di Alain Resnais (1983)
- La morte di Mario Ricci (La mort de Mario Ricci), regia di Claude Goretta (1983)
- Liberty belle, regia di Pascal Kané (1983)
- Coup de feu, regia di Magali Clément (1983) - cortometraggio
- Rue barbare, regia di Gilles Béhat (1984)
- Urgence, regia di Gilles Béhat (1985)
- Les loups entre eux, regia di José Giovanni (1985)
- Max amore mio (Max mon amour), regia di Nagisa Ōshima (1986)
- Flagrant désir, regia di Claude Faraldo (1986)
- L'intruse, regia di Bruno Gantillon (1986)
- Les fous de Bassan, regia di Yves Simoneau (1987)
- Quarto comandamento (La passion Béatrice), regia di Bertrand Tavernier (1987)
- L'amour est blette, regia di Magali Clément (1987) - cortometraggio
- Il mistero della donna scomparsa (Spoorloos), regia di George Sluizer (1988)
- Christian, regia di Gabriel Axel (1989)
- Una vita scellerata, regia di Giacomo Battiato (1990)
- Connemara, regia di Louis Grospierre (1990)
- Blanc d'ébène, regia di Cheik Doukouré (1991)
- Marcellino pane e vino, regia di Luigi Comencini (1991)
- Comme nous serons heureux, regia di Magali Clément (1991) - cortometraggio
- Szwadron, regia di Juliusz Machulski (1992)
- L'ombra del lupo (Shadow of the Wolf), regia di Jacques Dorfmann e Pierre Magny (1992)
- Découverte, regia di Laurent Merlin (1992) - cortometraggio
- Rosenemil, regia di Radu Gabrea (1993)
- Justinien Trouvé, ou le bâtard de Dieu, regia di Christian Fechner (1993)
- Mauvais garçon, regia di Jacques Bral (1993)
- Faut pas rire du bonheur, regia di Guillaume Nicloux (1994)
- La faute, regia di Karel Prokop (1994) - cortometraggio
- Caboose, regia di Richard Roy (1996)
- Ces messieurs de la maréchaussée, regia di Emmanuel Rigaut (1999) - cortometraggio
- BTK - Born to Kast, regia di Xavier Gens (2000) - cortometraggio
- Druids - La rivolta (Vercingétorix), regia di Jacques Dorfmann (2001)
- Antonio Vivaldi, un prince à Venise, regia di Jean-Louis Guillermou (2006)
- Paris 36 (Faubourg 36), regia di Christophe Barratier (2008)

## Premi
- 1984: Premio César per il migliore attore non protagonista (Meilleur second rôle masculin) per Rue barbare di Gilles Béhat
- 1989: Premio del migliore attore al Festival di Madrid per Il mistero della donna scomparsa di George Sluizer
- 1990: Premio del migliore attore al Festival di Oporto per Il mistero della donna scomparsa di George Sluizer
- 2005: Fipa d'or del migliore attore al Festival International des Programmes Audiovisuels di Biarritz per Jusqu’au bout di Maurice Failevic
- 2005: Premio del migliore attore al 18èmes Rencontres Internationales de Programmes de Télévision di Reims per Clochemerle di Daniel Losset
- 2008: Fipa d'or del migliore attore al Festival International des Programmes Audiovisuels di Biarritz per A Droite toute di Marcel Bluwal